# Inningen (stacja kolejowa)
Inningen – stacja kolejowa w Inningen, w dzielnicy Augsburga, w kraju związkowym Bawaria, w Niemczech. Znajdują się tu 2 perony.